# Tony Scala
Tony Scala (Tortorici, 23 settembre 1931 – Milano, 25 luglio 2012) è stato un cantante italiano.

## Biografia

### 1960
Inizia la carriera con il nome d'arte Uccio Renner.

Partecipa alla “Sei Giorni della Canzone”, promossa dal “Corriere Lombardo” con la canzone “Aspettare” di Manlio-Fanciulli

### 1961
Riceve l'OPSIS d'ORO della BEL TELEVISION

### 1962
È animatore e cantante per le finali del concorso “BELLISSIMA COMMESSA”. 

Passa alla Casa discografica “Arlecchino”, con il disco “PICCOLA COMMESSA”, e “VERSILIA BY NIGHT”

È cantante ufficiale della “Giornata della Commessa”

### 1963
Il 6 maggio al “Circolo delle Sartine” presenta la canzone “BELLA SARTINA” 

Esce il 2º disco con le canzoni “BELLA SARTINA “ e “SIGNORA VENEZIA” 

Partecipa alla rassegna di canzoni del Concorso U.N.C.L.A., svoltosi al Teatro Lirico di Milano

Partecipa alla partita di calcio svoltasi all'Arena di Milano tra cantanti e giornalisti. 

Partecipa al Festival di Zurigo del 1963 con la canzone "SI, SI, SIMONA"

È protagonista in una storia per una rivista di fotoromanzo.

## Discografia

### Singoli
- 1960: TU CHE M'HAI PRESO IL CUOR (Rastelli, Panzeri, Lehar - AUDIO 1005)
- 1960: LISBON ANTIGUA (Galhando, Vale, Portela - AUDIO 1005)
- 1962: PICCOLA COMMESSA (De Lorenzo, Mescoli - Arlecchino, D 119)
- 1962: VERSILIA BY NIGHT (De Lorenzo, Olivares, Valleroni - Arlecchino, D 119)
- 1963: BELLA SARTINA (De Lorenzo, Scala, Amadori, Piubeni - Arlecchino, D 131)
- 1963: SIGNORA VENEZIA (Maso, De Lorenzo, Amadori, Piubeni - Arlecchino, D 131)
- 1963: SI, SI, SIMONA (Pinchi, De Lorenzo, Olivares - Combo, 357)
- 1963: STASERA SEI PIÙ BELLA (Pinchi, De Lorenzo, Olivares - Combo, 357)
- 1964: ABAT-JOUR (R. Stolz - Arlecchino, D 145)
- 1964: CATERINA (Pinchi, Shuman, Bugs, Bower - Arlecchino, D 145)